# Estado regional
Esta é uma listagem de Estados unitários, onde, o governo central delegou à suas entidades subnacionais status de autonomia. Diferente do federalismo, nos Estados regionalizados, seus entes subnacionais estão sujeitos ao poder central, este, podendo, quando quiser retirar o status de autonomia.
Cada um desses estados tem um modo de regionalizar suas regiões particular, ficando difícil catalogar o padrão de autonomia das regiões aqui listadas. Também há o caso de que estados não disponibilizam autonomia para suas regiões mas podem aparecer listando suas subdivisões como "província autônoma", ou algo do tipo.

## Estados unitários com regionalização
| Estado soberano | Nome Oficial                                   | Entidade subnacional com relativa autonomia | Status                                                           | Outras entidades subnacionais |
| --------------- | ---------------------------------------------- | --- | ---------------------------------------------------------------- | --- |
| China           | República Popular da China                     | Guangxi · Mongólia Interior · Ningxia · Tibete · Xinjiang | Região Autônoma                                                  | Não possui mais nenhuma de primeiro nível, somente de divisões de segundo nível abaixo.                                                                                |
| China           | República Popular da China                     | Hong Kong · Macau | Região Administrativa Especial                                   | Não possui mais nenhuma de primeiro nível, somente de divisões de segundo nível abaixo.                                                                                |
| China           | República Popular da China                     | Chongqing · Pequim · Tianjin · Xangai | Cidade Administrativa                                            | Não possui mais nenhuma de primeiro nível, somente de divisões de segundo nível abaixo.                                                                                |
| China           | República Popular da China                     | Anhui · Fujian · Gansu · Cantão · Guizhou · Hainan · Hebei · Heilongjiang · Henan · Hubei · Hunan · Jiangsu · Jiangxi · Jilin · Liaoning · Qinghai · Xianxim · Xantum · Xanxim · Sichuão · Iunã · Chequião · Taiwan | Província                                                        | Não possui mais nenhuma de primeiro nível, somente de divisões de segundo nível abaixo.                                                                                |
| Espanha         | Reino da Espanha                               | Andaluzia · Aragão · Astúrias · Ilhas Baleares · Canárias · Cantábria · Castela-Mancha · Castela e Leão · Catalunha · Comunidade Valenciana · Estremadura · Galiza · Madrid · Múrcia · Navarra · País Basco · Rioja | Comunidade Autônoma                                              | Não possui mais nenhuma de primeiro nível, somente de divisões de segundo nível abaixo.                                                                                |
| Espanha         | Reino da Espanha                               | Ceuta · Melilha | Cidade Autônoma                                                  | Não possui mais nenhuma de primeiro nível, somente de divisões de segundo nível abaixo.                                                                                |
| Filipinas       | República das Filipinas                        | Região Autónoma Muçulmana de Mindanau | Região Autônoma                                                  | 1 região autônoma subdividida em 5 províncias e 113 outras províncias e cidades independentes agrupadas em 16 outras regiões não autônomas. Ver: Regiões das Filipinas |
| França          | República Francesa                             | Guadalupe · Martinica · Guiana Francesa · Reunião · Mayotte | Departamento Ultramar                                            | Na França Metropolitana existem 13 regiões administrativas. Ver: Regiões da França                                                                                     |
| França          | República Francesa                             | Córsega | Coletividade Territorial                                         | Na França Metropolitana existem 13 regiões administrativas. Ver: Regiões da França                                                                                     |
| Indonésia       | República da Indonésia                         | Achém · Bangka-Belitung · Bengkulu · Jambi · Lampung · Riau · Ilhas Riau · Sumatra Meridional · Sumatra Ocidental · Sumatra Setentrional · Bantém · Jacarta · Java Central · Java Ocidental · Java Oriental · Calimantã Central · Calimantã Meridional · Calimantã Ocidental · Calimantã Oriental · Calimantã Setentrional · Bali · Sonda Ocidental · Sonda Oriental · Celebes Central · Celebes Meridional · Celebes Ocidental · Celebes Setentrional · Celebes do Sudeste · Gorontalo · Molucas · Molucas Setentrionais · Papua · Papua Ocidental | Província com governo local e corpo legislativo                  | Não possui mais nenhuma de primeiro nível, somente de divisões de segundo nível abaixo.                                                                                |
| Indonésia       | República da Indonésia                         | Joguejacarta | Sultanato, com status de província                               | Não possui mais nenhuma de primeiro nível, somente de divisões de segundo nível abaixo.                                                                                |
| Itália          | República Italiana                             | Sardenha · Sicília · Trentino-Alto Ádige · Vale de Aosta · Friul-Venécia Júlia | Região autônoma com regime especial                              | Ao todo são 20 regiões, sendo essas 5 autônomas. |
| Portugal        | República Portuguesa                           | Açores · Madeira | Região autônoma, detém poder executivo e legislativo próprio     | Existem as regiões administrativas e Distritos, como divisões de primeiro nível.                                                                                       |
| Países Baixos   | Reino dos Países Baixos                        | Aruba · Curaçau · São Martinho · Países Baixos | O reino é formado por quatro países em condições de igualdade    | Cada país tem sua divisão de primeiro nível. |
| Reino Unido     | Reino Unido da Grã-Bretanha e Irlanda do Norte | - Escócia - Gales - Inglaterra - Irlanda do Norte | Nação constituinte do reino                                      | Cada país tem sua divisão de primeiro nível. |
| Reino Unido     | Reino Unido da Grã-Bretanha e Irlanda do Norte | - Guernsey - Ilha de Man - Jersey | Dependência direta da coroa. (Legalmente não faz parte do reino) | Cada país tem sua divisão de primeiro nível. |
| Tanzânia        | República Unida da Tanzânia                    | Arusha · Dar es Salaam · Dodoma · Geita · Iringa · Kagera · Kagera · Kigoma · Kilimanjaro · Lindi · Manyara · Mara · Mbeya · Morogoro · Mtwara · Mwanza · Njombe · Pemba North · Pemba South · Pwani · Rukwa · Ruvuma · Shinyanga · Simiyu · Singida · Songwe · Tabora · Tanga | Regiões continentais                                             | Todas as regiões são dividas em distritos. |
| Tanzânia        | República Unida da Tanzânia                    | Zanzibar (Regiões: Zanzibar South · Zanzibar North · Zanzibar West) | República subnacional, com executivo e legislativo próprios      | Todas as regiões são dividas em distritos. |
| Ucrânia         | Ucrânia                                        | Cherkasy · Chernihiv · Chernivtsi · Dnipropetrovsk · Donetsk · Ivano-Frankivsk · Kharkiv · Kherson · Khmelnytskyi · Quieve (Oblast) · Kirovohrad · Luhansk · Leópolis · Mykolaiv · Odessa · Poltava · Rivne · Sumy · Ternopil · Vinnytsia · Volyn · Zakarpattia · Zaporizhia · Zhytomyr | Oblast, com autonomia e centro administrativo próprio            | Não possui mais nenhuma de primeiro nível, somente de divisões de segundo nível abaixo.                                                                                |
| Ucrânia         | Ucrânia                                        | Quieve (Cidade) · Sevastopol | Cidade com status especial                                       | Não possui mais nenhuma de primeiro nível, somente de divisões de segundo nível abaixo.                                                                                |
| Ucrânia         | Ucrânia                                        | Criméia | República autônoma reivindicada pela Rússia.                     | Não possui mais nenhuma de primeiro nível, somente de divisões de segundo nível abaixo.                                                                                |